# Померанцев, Борис Иванович
Борис Иванович Померанцев (3 марта 1903 — 22 июня 1939) — российский акаролог, энтомолог, паразитолог, специалист по иксодовым клещам, погибший в экспедиции от клещевого энцефалита.

## Биография
Родился в Санкт-Петербурге и вырос и получил начальное образование в Саратове. Потеряв отца в возрасте 17 лет и оказавшись вне школы, Борису пришлось устроиться на несколько временных работ, например, он был и сельскохозяйственным рабочим, и портовым грузчиком, и матросом на Волге и музыкантом в военном оркестре. В 1920 году он бросив школу, он смог поступить на гидротехнический кафедру Саратовского государственного университета. После закрытия кафедры Померанцев был вынужден прервать учёбу и смог продолжить её только в 1924 году в Институте прикладной зоологии и фитопатологии Ленинградского политехнического университета. Там в Новгородской области он занимался пироплазмозом домашнего скота и клещами как его переносчиками. Померанцев получил диплом в 1929 году. С 1930 по 1934 год Померанцев работал во Всесоюзном институте защиты растений. В 1934 году он получил приглашение в отдел паразитологии Зоологического института АН СССР. Поскольку у него уже были обширные познания в области экологии клещей, Померанцев сосредоточился на морфологии и таксономии этих паразитов.
Борис Померанцев участвовал во многих экспедициях — в Азербайджан, Грузию, Армению, Среднюю Азию и на Дальний Восток. В 1939 году он поехал на Дальний Восток, чтобы принять участие в комплексной экспедиции Наркомздрава СССР для исследования в то время ещё малоизученного таёжного энцефалита. Он занимался сбором иксодовых клещей в Супутинском заповеднике, где численность этих переносчиков крайне высока. Во время полевых исследований в тайге его неоднократно кусали таёжные клещи (Ixodes persulcatus), основной переносчик инфекции. Заболев, он скончался. Похоронен там же в Супутинском, ныне Уссурийском заповеднике.
Б. И. Померанцевым было опубликовано более 10 научных работ, в них он описал новые для науки виды иксодовых клещей, им были пересмотрена систематика Ixodidae, приведены новые данные по их географическому распространению, эволюции и роли переносчиков возбудителей многих болезней человека и животных. Экологические данные, собранные Померанцевым, легли в основу разработки мер по борьбе с клещами и ограничению их численности. В 1950 году была посмертно издана его монография в серии «Фауна СССР» (1950), посвященная иксодовым клещам (Ixodidae). Этот фундаментальный труд сохранил свое теоретическое и практическое значение до сих пор, он востребован и хорошо известен специалистам, его дважды переиздавали за рубежом.
Новые для науки виды Dermacentor pomeranzevi Serdyukova, 1951 и Ixodes pomeranzevi Serdyukova, 1941, были названы в его честь.

## Научные труды

### Книги
- Померанцев Б. И. Иксодовые клещи (Ixodidae) // Фауна СССР. Паукообразные. — М.—Л.: Издательство АН СССР, 1950. — Т. 4, вып. 2. — 224 с. — (Новая серия № 41).
- Pomerantsev B. I. Ixodid ticks (Ixodidae). Translated by Alena Elbl. Edited by George Anastos. American Institute of Biological Sciences, Washington, D. C. 1959.

### Статьи
- К морфологии и анатомии гениталий Culicoides (Diptera, Nematocera), Паразитол. сб. Зоол, ин-та АН СССР, в. 3, с. 183, М.— Л., 1932;
- К вопросу о происхождении клещевых очагов в Ленинградской области, в кн.: Вредители животноводства, под ред. E. Н. Павловского, с. 32, М.— Л., 1935;
- К морфологии рода Rhipiceplialus Koch в связи с построением натуральной классификации Ixodidae, Паразитол, сб. Зоол, ин-та АН СССР, в. 6, с. 5, М.— Л., 1936;
- О паразитических адаптациях у Ixodidae (Acarina), Изв. АН СССР, Сер. биол., № 4, с. 1423, 1937;
- Эколого-фаунистический очерк клещей Ixodidae (Acarina) Закавказья, Паразитол, сб. Зоол, ин-та АН СССР, в. 7, с. 100, М.— Л., 1940 (совм, с др.);
- Клещи (сем. Ixodidae) СССР и сопредельных стран, М.— Л., 1946;
- Померанцев, Б. И., Сердюкова Г. В. Экологические наблюдения над клещами сем. Ixоdidae, переносчиками весенне-летнего энцефалита на Дальнем Востоке. // Зоологический журнал. — 1947. — Вып. 9. — С. 47-67
- К построению системы Ixodidae (Acarina, Parasitiformes) // Паразитол, сб. Зоол, ин-та АН СССР, в. 9, М.— Л., 1948. с. 13.
- Новые клещи рода Ixodes. // Паразитол, сб. Зоол, ин-та АН СССР, в. 9, М.— Л., 1948. с. 39;
- Померанцев Б. И. Некоторые итоги сборов преимагинальных стадий иксодовых клещей с мелких млекопитающих Тюменской области // Природноочаговые болезни. Тюмень, 1963. С. 57-61

## Таксоны, описанные Б. И. Померанцевым
- Dermacentor raskemensis Pomerantsev, 1946
- Hyalomma turanicum Pomerantsev, 1946
- Ixodes kaschmiricus Pomerantsev, 1948
- Ixodes occultus Pomerantsev, 1946
- Ixodes pavlovskyi Pomerantsev, 1946
- Rhipicephalus leporis Pomerantsev, 1946
- Rhipicephalus turanicus Pomerantsev, 1936